# Lipova (Arad)
Lipova (Hongaars: Lippa) is een stad (oraș) in het Roemeense district Arad. De gemeente telt 9.648 inwoners.
In 1314 werd Lipova voor het eerst in de geschriften vermeld als Lipva. De stad ligt aan de zuidelijke oever van de rivier de Mures. Tot gemeente behoren ook de dorpen Radna en Șoimoș, die op de andere oever liggen.

## Bevolking
Tijdens de volkstelling van 2011 had de gemeente 9648 inwoners. De etnische verdeling was als volgt: 94% Roemenen, 2,89% Hongaren, 1,47% Roma, 1,27% Duitsers, 0,07% Slowaken, 0,18% Oekraïners en 0,1% overige nationaliteiten.
In 1900 bestond de stad Lipova uit twee delen: een Duits en een Roemeens stadsdeel. Meer dan 30% van de bevolking was Duitstalig, terwijl er ook nog 22% Hongaarstalig was. Na het verdrag van Trianon in 1920 en met name na de Tweede Wereldoorlog kreeg Lipova zijn vrijwel geheel Roemeense karakter.
In 2002 verklaarde nog bijna 7% van de bevolking rooms-katholiek te zijn. Waarschijnlijk is dit het werkelijke aandeel Hongaren en Duitsers in de bevolking. (Roemenen zijn over het algemeen Orthodox.)

## Radna
In Radna (Hongaars: Máriaradna) staat een groot rooms-katholiek klooster met kloosterkerk dat gewijd is aan de Mariaverering. Tot 2003 woonden in het klooster monniken. In 2012 werd met steun van de Duitse regering begonnen met het opknappen van het klooster.
Stad met gemeentestatus: Arad

Steden zonder gemeentestatus: Chișineu-Criș · Nădlac · Sebiș · Ineu · Lipova · Pâncota